# 玉城肇
玉城 肇（たまき はじめ、1902年11月25日 - 1980年1月11日）は、日本の経済学者、歴史学者。 専門は家族史、経済史。

## 生涯
宮城県出身。第二高等学校卒、東北帝国大学経済学科卒。東北学院大学教授、愛知大学第6代学長、法経学部教授。1957年「近代日本における家族構造」で関西学院大学文学博士。1960年中日文化賞受賞。
長男・徹は歌人、次男・哲は農業経済学者・専修大学教授、三男・素は現代コリア研究所理事長。歌人花山多佳子は孫、花山周子は曾孫。

## 著書
- 『日本家族制度批判』福田書房 1934
- 『家族論』三笠書房 唯物論全書 1936
- 『アメリカ計画経済』世界計画経済 河出書房 1938
- 『日本資本主義発達史講座 第1部 明治維新史  明治維新の諸変革が生活様式に及ぼした諸影響』岩波書店 1938
- 『家族制度の歴史』伊藤書店 1946
- 『新しき愛情』現實社 婦人叢書 1947
- 『日本家族制度の批判 半封建的家族制度の本質』民友社 1948
- 『日本女性史』雄鶏社 1948
- 『日本歴史』大雅堂 1948
- 『明治文化史研究 生活と文学との交渉』建文社 1948
- 『やさしい日本社会史』労働文化社 1948
- 『愛と憎しみと クループスカヤ(レーニン夫人)の生涯』寺島書店 1949
- 『新しい愛情』寺島書店 1949
- 『幸福への出発』刀江書院 1949
- 『明治教育史』季節社 1949
- 『近代日本教育史』刀江書院 1951
- 『世界女性史』刀江書院 1951
- 『家族の生活』岩崎書店 社会科全書 1952
- 『学生ノート 常識百科 大思想家篇』鷺ノ宮書房 1953
- 『日本家族制度論 日本社会とアジア的家族制度』法律文化社 1953
- 『フェミニズムの歴史』理論社 1953
- 『日本教育発達史』三一書房 1954
- 『社会科学概論』刀江書院 1955
- 『三河地方における産業発達史概説』愛知大学中部地方産業研究所 1955
- 『家と女の歴史』黒潮社 1956
- 『近代日本における家族構造 資本制生産の発達と「家」』酒井書店 1956
- 『愛知県毛織物史』愛知大学中部地方産業研究所 1957
- 『これからの家と家族』滝原章助絵 三十書房 私たちの社会科教室 1957
- 『農村と家族制度』農山漁村文化協会 1958
- 『親子の求める愛と道徳』医歯薬出版 1959
- 『経済史概論』青春出版社 1959
- 『日本における大家族制の研究 岐阜県白川村の大家族についての社会経済史的研究』刀江書院 1959
- 『学校と教師の歴史』至誠堂 1960
- 『親子のめざす未来と人間』生活科学調査会 1965
- 『遠州織物発達史』愛知大学中部地方産業研究所 1971
- 『豊橋地方における特殊産業の由来』愛知大学中部地方産業研究所 1974
- 『日本財閥史』社会思想社 1976
- 『地方財閥と同族結合』旗手勲解題 御茶の水書房 1981

### 共著編
- 『新しい結婚讀本』宮本忍,平井潔,鷲沼登美枝,森山豊,馬島僴共著 中森書店 1949
- 『明解西洋思想家辞典』編 古明地書店 1952
- 『わが幸福の探求』林田茂雄、柳田謙十郎共著 教文堂 1952
- 『婦人の歴史』帯刀貞代・小林登美枝・村田静子共著 理論社 1956
- 『マルクス経済学大系 宇野弘蔵先生還暦記念論文集』末永茂喜,鈴木鴻一郎共編 岩波書店 1957

### 翻訳
- マルクス『トマス・ホヂスキン批判 剰余価値学説史の一節』叢文閣 1927
- ハインリツヒ・クノー『宗教及信仰の起源』内外社 1932
- イーリン『書物 その起源と発達の物語』弘文荘 1934　『書物の歴史』扶桑閣 1937
- オスワルド『西洋印刷文化史』弘文荘 1934
- イリイン『おもしろい時計の歴史』ナウカ社 1935
- フランシス・L.ホークス編『ペルリ提督日本遠征記』土屋喬雄共訳 弘文社 1935‐36　のち岩波文庫
- ボーレー『世界大戦の経済的諸結果』清和書店 1938
- ハウスホーファー, マウル他著『地政治学の基礎理論』科学主義工業社 1941
- ヴァン・ルーン『芸術の歴史』鮎書房 1944　新評論社、1955
- タウンゼンド・ハリス『ハリス日本滞在記』今里正次共訳 岩波文庫 1944

## 論文
- <玉城肇